# Los Desastres de la Guerra

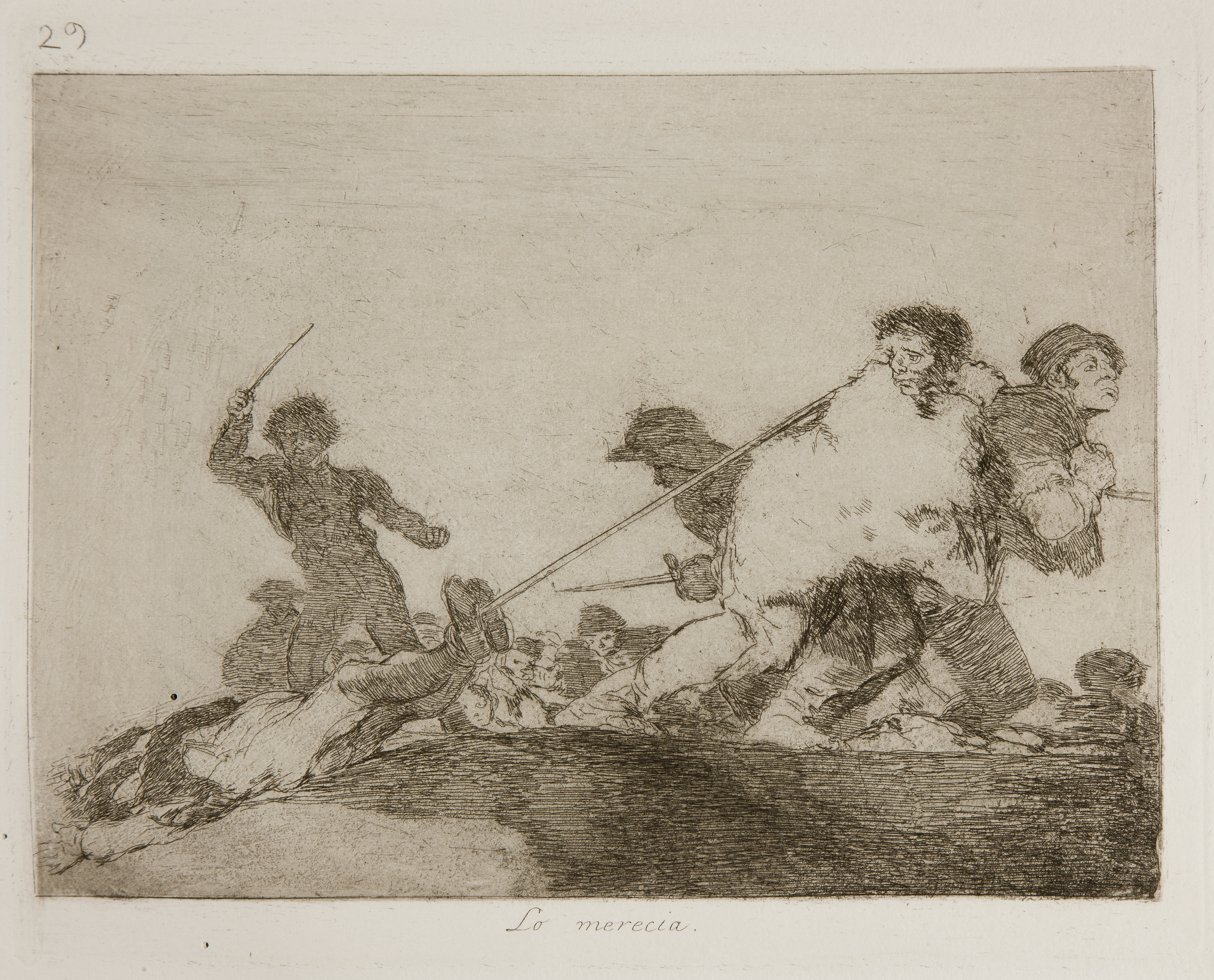
Lo merecia (Hij heeft het verdiend). Dit is bittere ironie, want de aan voeten gebonden, ontkleed voortgesleepte, afgeranselde en in de anus geporde mensen zijn naar alle waarschijnlijkheid afrancesado's die vergelding ondergaan. Goya was bevriend met afrancesado's.

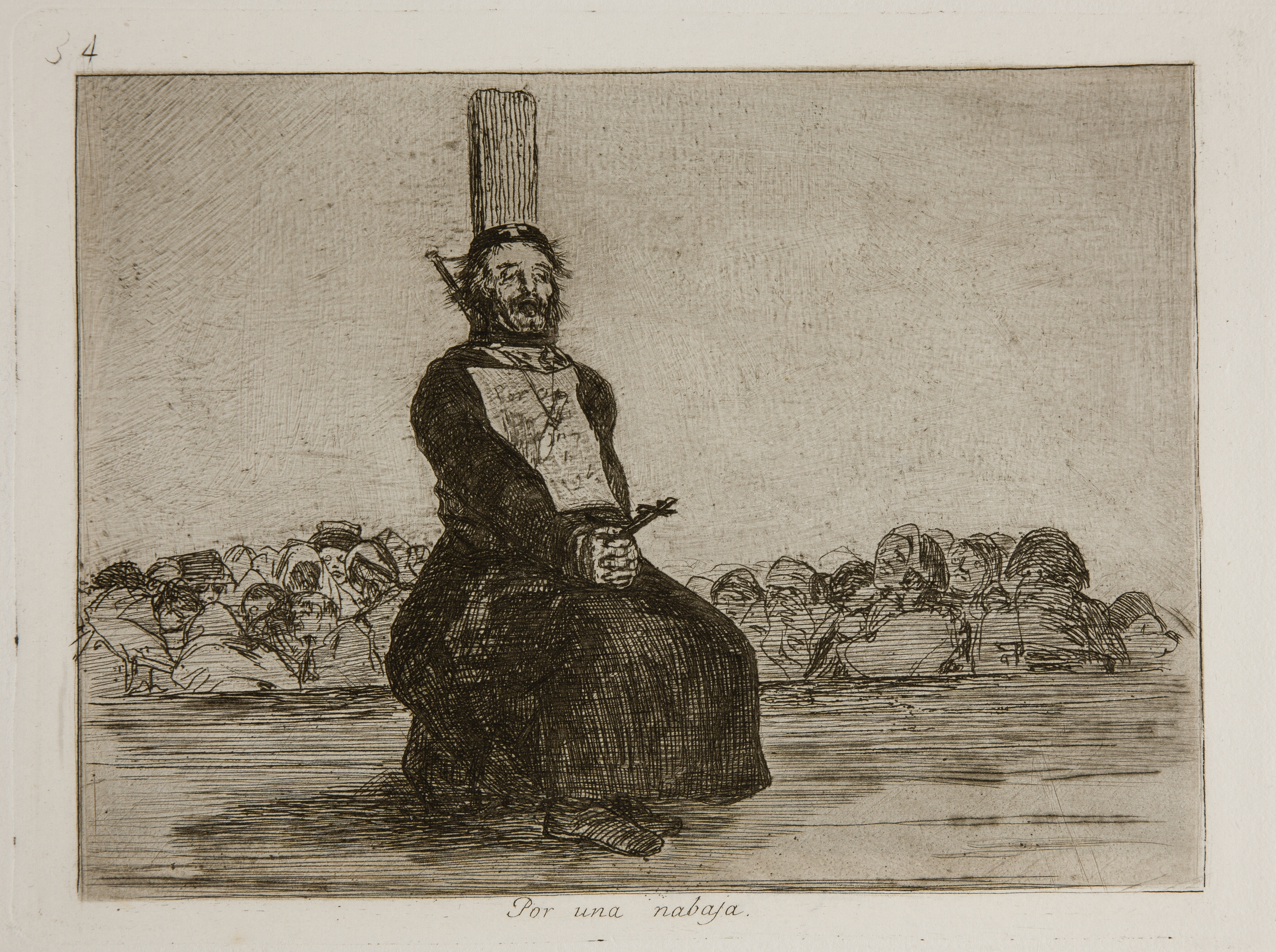
Por una nabaja (Voor een mes): de antiklerikale Goya laat hier zijn spotlust achterwege. De prent toont een gegarroteerde priester wiens misdaad, het dragen van een mes, op zijn borst is vermeld.

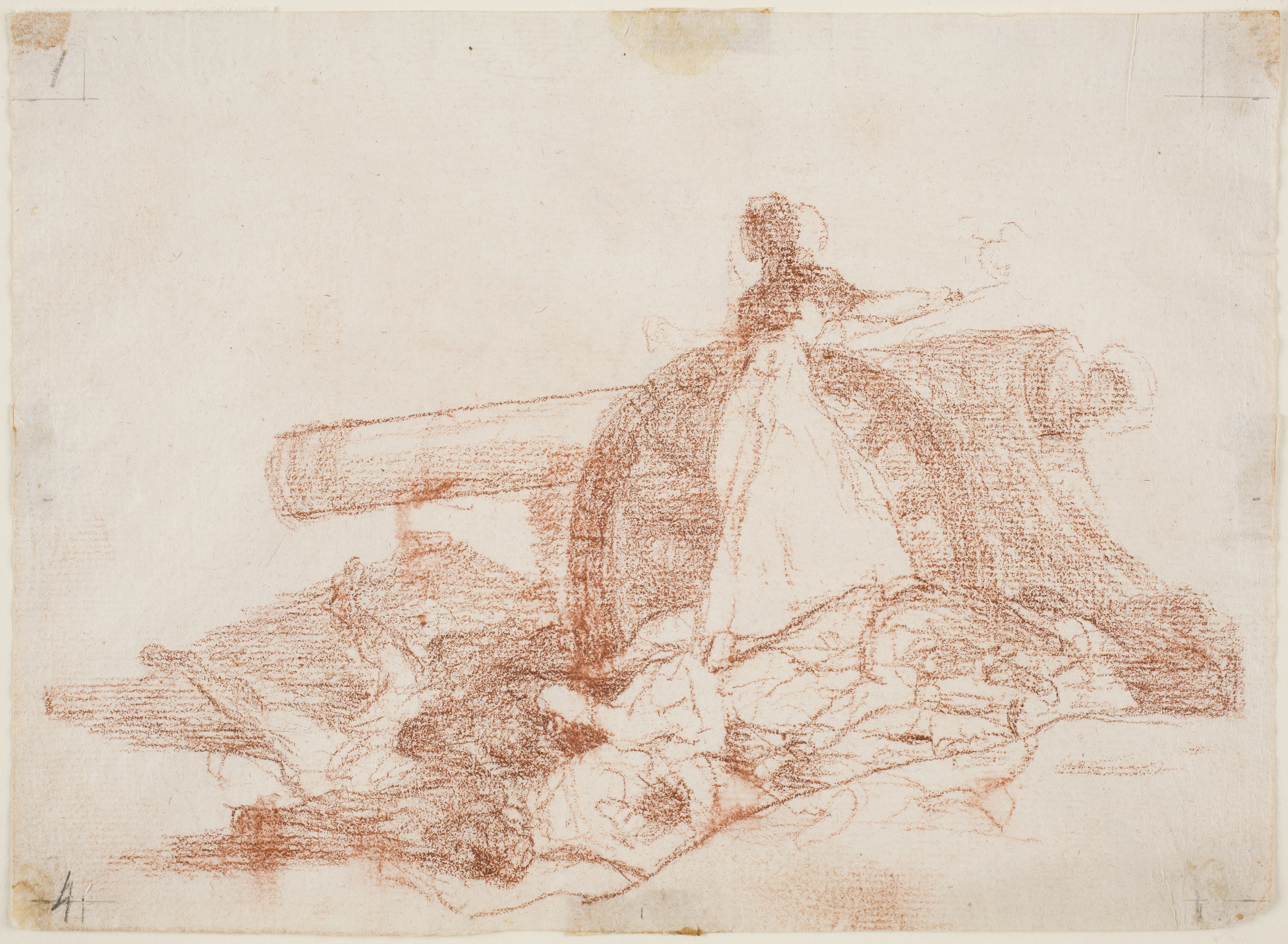
Voorbereidende schets van Que valor! in roodkrijt

Los Desastres de la Guerra (De Gruwelen van de Oorlog) is een reeks van 82 diepdrukken gemaakt door de Spaanse kunstenaar Francisco Goya in 1810-15. Hij protesteerde ermee tegen de verschrikkingen van de Spaanse Onafhankelijkheidsoorlog met Bonaparte en de daaropvolgende Bourbonrestauratie.

## Totstandkoming
Goya was in de zestig toen hij aan de reeks begon. Hoewel hij tijdens de vijandigheden hofschilder bleef, raakte de oorlog hem persoonlijk, onder meer door het overlijden van zijn vrouw Josefa Bayeu in 1812. Inspiratie putte hij wellicht uit de kopie die hij denkelijk bezat van de Grandes Misères de la guerre, 18 prenten over de Dertigjarige Oorlog gemaakt door Jacques Callot in 1633. Ofschoon oorlogsgruwel dus geen onbekend thema was in de Europese kunst, krijgt het bij Goya voor het eerst een onverbloemde, persoonlijke behandeling, voorbij alle heroïek en propaganda. In theorie sympathiseerde hij wel met de verlichte Fransen, maar hun wreedheid weerhield hem ervan partij te kiezen.
Voor de uitvoering gebruikte hij verschillende technieken, hoofdzakelijk etsen voor het lijnwerk en aquatint voor de tonale delen. Goya's opschriften, haast nooit langer dan vijf woorden, zijn integraal deel van het kunstwerk en verlenen aan de prenten een extra dimensie.
In 1814 moesten de Fransen zich terugtrekken en kwam een einde aan het bloedvergieten. Ferdinand VII van Spanje besteeg de troon om een absolutistisch bewind te voeren waarin geen ruimte was voor vrijheden of inspraak. In die omstandigheden wijzigde Goya de opzet van zijn reeks. Aan de ongeveer zestig realistische etsen over de fatale gevolgen van de oorlog, voegde hij zo'n vijfentwintig etsen toe die zowel stilistisch als thematisch teruggrepen op het fantasmagorische en satirische karakter van Los Caprichos.
Naar het zich laat aanzien waren de prenten politiek te explosief om te worden gepubliceerd. Pas in 1863, lang na Goya's dood, verscheen een eerste uitgave, met verdere edities in 1892, 1903 en 1906.

## Bewaring
Het Museo del Prado bezit sinds 1886 het geheel van de voorbereidende tekeningen in roodkrijt (Album C), terwijl de platen bewaard worden door de Real Academia de San Fernando. Na Goya's vertrek naar Bordeaux in 1824 was dit alles in Quinta del Sordo gebleven. De collectie werd ongepubliceerd in kisten bewaard door Goya's zoon Javier en na diens dood verkocht door Goya's kleinzoon Mariano aan Valentín Carderera, die ze in 1862 doorverkocht aan de Real Academia de San Fernando. Deze instelling zorgde in 1863 voor de eerste publicatie onder de titel Los desastres de la guerra (80 prenten) en verwierf in 1870 de resterende twee platen.
Hoewel Goya de prenten dus niet heeft uitgegeven bij leven, drukte hij wel een compleet ingebonden exemplaar voor zijn vriend Juan Agustín Ceán Bermúdez. Het wordt tegenwoordig bewaard in het British Museum. Op de eerste bladzijde bracht hij met de hand de titel aan: Fatales consequencias de la sangrienta guerra en España con Buonaparte, Y otros caprichos enfáticos (Fatale gevolgen van de bloedige oorlog in Spanje met Bonaparte, en andere treffende Caprichos).
In totaal zijn van Goya's reeks meer dan duizend afdrukken gemaakt, waarbij de latere van mindere kwaliteit zijn. De meeste prentenkabinetten bezitten op zijn minst een deel van de serie.

## Overzicht
Hieronder volgt een overzicht van de prenten (illustraties Prado, eerste editie 1863).
| Eerste deel – De Oorlog (La Guerra)                    | Eerste deel – De Oorlog (La Guerra) | Eerste deel – De Oorlog (La Guerra)                                                         | Eerste deel – De Oorlog (La Guerra) | Eerste deel – De Oorlog (La Guerra) | Eerste deel – De Oorlog (La Guerra)                             |
| Nr.                                                    | Prent                               | Titel                                                                                       | Nr.                                 | Prent                               | Titel                                                           |
| ------------------------------------------------------ | ----------------------------------- | ------------------------------------------------------------------------------------------- | ----------------------------------- | ----------------------------------- | --------------------------------------------------------------- |
| 1.                                                     |                                     | Tristes presentimientos de lo que ha de acontecer (Sombere voorgevoelens van wat komen zal) | 2.                                  |                                     | Con razon ó sin ella (Met of zonder reden)                      |
| 3.                                                     |                                     | Lo mismo (Hetzelfde)                                                                        | 4.                                  |                                     | Las mugeres dan valor (Vrouwen boezemen moed in)                |
| 5.                                                     |                                     | Y son fieras (En het zijn wilde beesten)                                                    | 6.                                  |                                     | Bien te se está (Net goed)                                      |
| 7.                                                     |                                     | Que valor! (Wat een moed!)                                                                  | 8.                                  |                                     | Siempre sucede (Dat gebeurt altijd)                             |
| 9.                                                     |                                     | No quieren (Zij willen niet)                                                                | 10.                                 |                                     | Tampoco (Deze ook niet)                                         |
| 11.                                                    |                                     | Ni por esas (Deze evenmin)                                                                  | 12.                                 |                                     | Para eso habeis nacido (Daartoe zijt gij geboren)               |
| 13.                                                    |                                     | Amarga presencia (Bittere aanwezigheid)                                                     | 14.                                 |                                     | Duro es el paso! (Het is een harde weg!)                        |
| 15.                                                    |                                     | Y no hai remedio (En er baat geen hulp meer)                                                | 16.                                 |                                     | Se aprovechan (Zij doen er hun voordeel mee)                    |
| 17.                                                    |                                     | No se convienen (Ze zijn het niet eens)                                                     | 18.                                 |                                     | Enterrar y callar (Begraaf hen en zwijg)                        |
| 19.                                                    |                                     | Ya no hay tiempo (Er is geen tijd meer)                                                     | 20.                                 |                                     | Curarlos, y à otra (Verzorg ze, en weer door met de strijd)     |
| 21.                                                    |                                     | Será lo mismo (Dat zal hetzelfde zijn)                                                      | 22.                                 |                                     | Tanto y mas (Nog erger)                                         |
| 23.                                                    |                                     | Lo mismo en otras partes (En elders)                                                        | 24.                                 |                                     | Aun podrán servir (Deze kunnen nog van nut zijn)                |
| 25.                                                    |                                     | Tambien estos (Dezen ook)                                                                   | 26.                                 |                                     | No se puede mirar (Het is niet aan te zien)                     |
| 27.                                                    |                                     | Caridad (Naastenliefde)                                                                     | 28.                                 |                                     | Populacho (Gepeupel)                                            |
| 29.                                                    |                                     | Lo merecia (Hij heeft het verdiend)                                                         | 30.                                 |                                     | Estragos de la guerra (Gruwelen van de oorlog)                  |
| 31.                                                    |                                     | Fuerte cosa es! (Het is wat!)                                                               | 32.                                 |                                     | Por qué? (Waarom?)                                              |
| 33.                                                    |                                     | Qué hai que hacer mas? (Wat kan er verder nog gedaan worden?)                               | 34.                                 |                                     | Por una nabaja (Om een mes)                                     |
| 35.                                                    |                                     | No se puede saber por qué (Niemand kan weten waarom)                                        | 36.                                 |                                     | Tampoco (Hier ook niet)                                         |
| 37.                                                    |                                     | Esto es peor (Dit is erger)                                                                 | 38.                                 |                                     | Bárbaros! (Barbaren!)                                           |
| 39.                                                    |                                     | Grande hazaña! Con muertos! (Wat een heldendaad! Met dode mannen!)                          | 40.                                 |                                     | Algun partido saca (Er kan iets mee gewonnen worden)            |
| 41.                                                    |                                     | Escapan entre las llamas (Ze ontkomen door de vlammen)                                      | 42.                                 |                                     | Todo va revuelto (Alles is op zijn kop gezet)                   |
| 43.                                                    |                                     | Tambien esto (Hier ook)                                                                     | 44.                                 |                                     | Yo lo vi (Ik heb het gezien)                                    |
| 45.                                                    |                                     | Y esto tambien (En dit ook)                                                                 | 46.                                 |                                     | Esto es malo (Dit is erg)                                       |
| 47.                                                    |                                     | Así sucedió (Zo gebeurde het)                                                               |                                     |                                     |                                                                 |
| Tweede deel – De Hongersnood (El Hambre)               |                                     |                                                                                             |                                     |                                     |                                                                 |
| 48.                                                    |                                     | Cruel lástima! (Wreed medelijden!)                                                          | 49.                                 |                                     | Caridad de una muger (Naastenliefde van een vrouw)              |
| 50.                                                    |                                     | Madre infeliz! (Ongelukkige moeder!)                                                        | 51.                                 |                                     | Gracias á la almorta (Dankzij de bonensoep)                     |
| 52.                                                    |                                     | No llegan á tiempo (Zij komen niet op tijd)                                                 | 53.                                 |                                     | Espiró sin remedio (Hij is dood: er was niets meer aan te doen) |
| 54.                                                    |                                     | Clamores en vano (Vergeefse jammerklachten)                                                 | 55.                                 |                                     | Lo peor es pedir (Het ergste is bedelen)                        |
| 56.                                                    |                                     | Al cementerio (Naar de begraafplaats)                                                       | 57.                                 |                                     | Sanos y enfermos (Gezonden en zieken)                           |
| 58.                                                    |                                     | No hay que dar voces (Schreeuwen heeft geen zin)                                            | 59.                                 |                                     | De qué sirve una taza? (Wat voor nut heeft één kom?)            |
| 60.                                                    |                                     | No hay quien los socorra (Er is niemand om hen te helpen)                                   | 61.                                 |                                     | Si son de otro linage (Het is een ander slag mensen)            |
| 62.                                                    |                                     | Las camas de la muerte (De bedden des doods)                                                | 63.                                 |                                     | Muertos recogidos (Opeenhoping van doden)                       |
| 64.                                                    |                                     | Carretadas al cementerio (Karrevrachten voor de begraafplaats)                              |                                     |                                     |                                                                 |
| Derde deel – Treffende Caprichos (Caprichos enfáticos) |                                     |                                                                                             |                                     |                                     |                                                                 |
| 65.                                                    |                                     | Qué alboroto es este? (Wat is dit voor tumult?)                                             | 66.                                 |                                     | Extraña devocion! (Vreemde verering!)                           |
| 67.                                                    |                                     | Esta no lo es menos (Dit al evenzeer)                                                       | 68.                                 |                                     | Que locura! (Wat een waanzin!)                                  |
| 69.                                                    |                                     | Nada. Ello dirá (Niets. Het zal blijken)                                                    | 70.                                 |                                     | No saben el camino (Zij weten de weg niet)                      |
| 71.                                                    |                                     | Contra el bien general (Tegen het algemeen belang)                                          | 72.                                 |                                     | Las resultas (De gevolgen)                                      |
| 73.                                                    |                                     | Gatesca pantomima (Katachtige pantomime)                                                    | 74.                                 |                                     | Esto es lo peor! (Dit is erger!)                                |
| 75.                                                    |                                     | Farándula de charlatanes (Farandole van charlatans)                                         | 76.                                 |                                     | El buitre carnívoro (De vleesetende gier)                       |
| 77.                                                    |                                     | Que se rompe la cuerda (Het touw knapt)                                                     | 78.                                 |                                     | Se defiende bien (Hij verdedigt zich goed)                      |
| 79.                                                    |                                     | Murió la Verdad (De Waarheid is dood)                                                       | 80.                                 |                                     | Si resucitará? (Zal zij herrijzen?)                             |
| 81.                                                    |                                     | Fiero monstruo! (Woest monster!)                                                            | 82.                                 |                                     | Esto es lo verdadero (Dit is de ware weg)                       |

## Voetnoten
1. ↑  Nederlandse vertalingen meestal overgenomen van het Museum Boijmans Van Beuningen (Goyacollectie)

- Bibliothèque nationale de France: cb42415252n (data)
- Gemeinsame Normdatei: 4126807-6
- Nationale Bibliotheek van Israël: 987007354665805171
- Virtual International Authority File: 178338848